# Evan Bayh

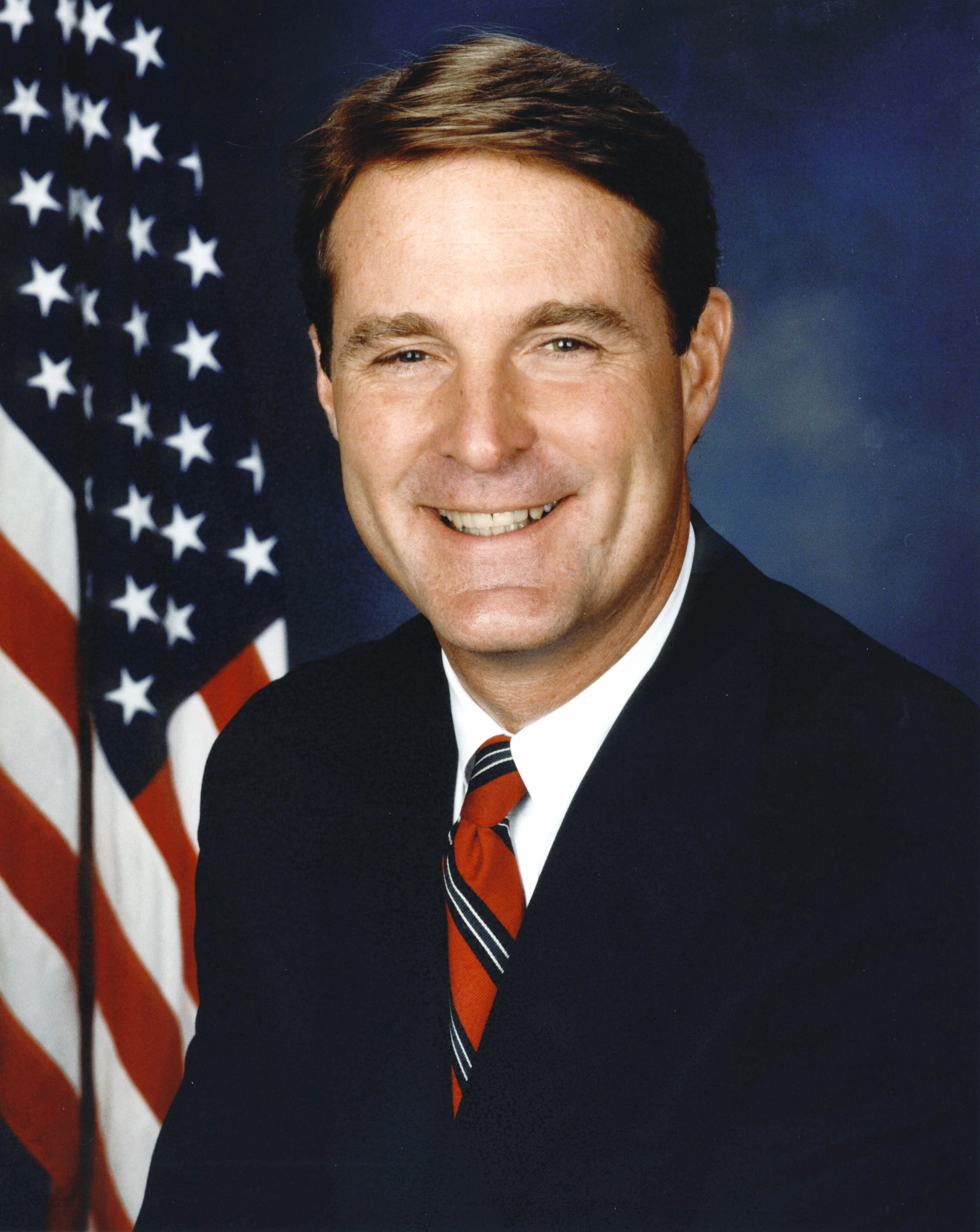
Evan Bayh

Birch Evans „Evan“ Bayh III (* 26. Dezember 1955 in Shirkieville, Vigo County, Indiana) ist ein amerikanischer Politiker der Demokratischen Partei. Er war von 1989 bis 1997 Gouverneur des Bundesstaates Indiana und vertrat diesen von 1999 bis 2011 im Senat der Vereinigten Staaten. Seitdem ist er als politischer Lobbyist und Kommentator tätig und immer wieder für politische Führungsaufgaben im Gespräch. Er unterlag bei der Wahl im November 2016 mit dem Versuch, seinen früheren Senatssitz wiederzuerlangen.

## Familie, Ausbildung und Beruf
Bayh wurde in Shirkieville, einem kleinen Ort im Westen Indianas, geboren. Sein Vater Birch Bayh war von 1963 bis 1981 ebenfalls US-Senator und bewarb sich 1976 um die Nominierung als Präsidentschaftskandidat der Demokraten. In der Vorwahl unterlag er dem späteren Präsidenten Jimmy Carter. Birch Bayh galt als liberale Stimme im Senat und vertrat deutlich linkere Positionen als später sein Sohn. Evan Bayh studierte an der Indiana University Betriebswirtschaft und Politikwissenschaften (er schloss sein Studium dort 1978 mit Auszeichnung ab) sowie bis 1981 Rechtswissenschaft an der University of Virginia. Er begann als Assistent eines Richters zu arbeiten und wurde Rechtsanwalt. 1997/98 arbeitete er wieder als Rechtsanwalt in der Großkanzlei Baker & Daniels.
Evan Bayh war bis zu ihrem Tod im Februar 2021 verheiratet mit Susan Bayh, mit der er Zwillingssöhne hat.

## Politische Karriere
Als Secretary of State wurde Bayh 1986 erstmals in ein öffentliches Amt gewählt. Als solcher gehörte er bis 1989 der Staatsregierung von Indiana an.

### Gouverneur Indianas
Bayh wurde 1988 zum Gouverneur von Indiana gewählt. Nachdem er sich in der Vorwahl gegen Steve Daily und Frank O’Bannon, der später sein Vizegouverneur wurde, durchgesetzt hatte, gewann er die eigentliche Wahl gegen den Republikaner John Mutz. Im Jahr 1992 wurde er mit dem höchsten Stimmenanteil, den jemals ein staatsweiter Kandidat in Indiana erreicht hat, für eine zweite Amtszeit wiedergewählt. Die Arbeit seiner Regierung wurde selbst von Republikanern als besonnen und erfolgreich bewertet. Das Wall Street Journal schrieb 1992, Bayhs Bilanz sei die eines „wahrhaft fiskalpolitisch konservativen Demokraten“. Er senkte im Sinne eines „schlanken Staats“ die Steuern, steigerte die Ausgabeneffizienz und schuf ein Umfeld, in dem Arbeitsplätze entstehen. Er erzielte damit den höchsten Budgetüberschuss in der Geschichte des Bundesstaates. Führend bei der Wiedereingliederung von Menschen in den Arbeitsmarkt, wurden während Bayhs Amtszeit jährlich die Ausgaben für die Bildung erhöht sowie das Leistungsniveau der Bildungseinrichtungen gesteigert. Zum Ende seiner zweiten Amtszeit standen laut einer Umfrage 79 Prozent der Menschen in Indiana positiv zu Bayh.
Nach Ablauf seiner zweiten Amtsperiode nahm er zeitweise eine Stelle als Dozent an der Indiana University School of Business in Bloomington an.

### Senator der Vereinigten Staaten
Bayh wurde 1998 in den US-Senat gewählt. Er besiegte seinen republikanischen Gegenkandidaten Paul Helmke mit 64 Prozent der Stimmen, dem besten Resultat, dass je ein Demokrat in einer Wahl zum Senat in Indiana erzielte, woraufhin er am 3. Januar 1999 den nicht mehr angetretenen Republikaner Dan Coats ablöste. Bei der Wahl 2004 wurde er wiedergewählt. Bayh war Mitglied in sechs Ausschüssen des Senates: Banken, Immobilien und Städtebau; Ausschuss für Streitkräfte; Geheimdienste; Energie und natürliche Ressourcen; Sonderkomitee Alterung der Bevölkerung sowie im Ausschuss für kleinere Unternehmen.

### Im Gespräch für höhere Aufgaben
Evan Bayh ist immer wieder für politische Führungsaufgaben ins Gespräch gebracht worden; so nannte ihn der frühere US-Präsident Bill Clinton in seiner Autobiographie „eine begabte Führungspersönlichkeit, die eines Tages Präsident sein könnte“. Welches Potential die demokratische Parteiführung in ihm sah, zeigte sich, als er vor der Präsidentschaftswahl 1996 bei der Democratic National Convention zur Nominierung Bill Clintons als Grundsatzredner auftreten durfte; Bayh blieb der Familie Clinton politisch eng verbunden. 2000 und 2004 wurde er als Running Mate und möglicher Vize der Präsidentschaftskandidaten Al Gore bzw. John Kerry gehandelt und spielte vor der Wahl 2004 kurz mit dem Gedanken, sich selbst als US-Präsident zu bewerben.
Kurz nach der Wahl 2004 bereitete Bayh abseits der Öffentlichkeit eine mögliche Präsidentschaftsbewerbung 2008 vor. Als sein Vorzug galt der breite Anklang, den er in der gesamten Wählerschaft, insbesondere aber auch bei Anhängern der Republikaner fand, während eher linksgerichtete potentielle Kandidaten wie Hillary Clinton oder John Edwards stärker polarisierten. Bei der Wahl 2004 hatte er im strukturell konservativen Indiana mehr Stimmen erhalten als Präsident George W. Bush. In den letzten Monaten des Jahres 2006 ließen Bayhs Aktivitäten immer mehr auf eine Kandidatur hindeuten, darunter Fundraising-Veranstaltungen und Reden in den sogenannten Swing States, aber auch Reisen in die am Anfang der Vorwahl abstimmenden Bundesstaaten New Hampshire und Iowa. Nachdem Bayh am 3. Dezember 2006 ein Exploratory Committee gegründet, also einen ersten formalen Schritt hin zur „Erkundung“ der Möglichkeit einer Präsidentschaftsbewerbung gemacht hatte, gab er am 15. Dezember 2006 unerwartet seinen Rückzug bekannt; seine Chancen hätten sich als nicht groß genug herausgestellt. Bayh wurde aber vom demokratischen Präsidentschaftskandidaten Barack Obama im Lauf des Sommers 2008 als möglicher Running Mate erwogen; Obamas Berater David Axelrod und David Plouffe schilderten später, dass Bayhs Aussichten bis zuletzt hervorragend waren und dass es auf einen „Münzwurf“ zwischen ihm und dem späteren Vizepräsidenten Joe Biden hinausgelaufen sei.

### Ausscheiden aus dem US-Senat
Am 15. Februar 2010 gab Bayh, dessen Wiederwahl im gleichen Jahr anstand, bekannt, nicht zur Wahl antreten zu wollen. In seiner Rücktrittserklärung gab er an, frustriert über die zunehmend parteitaktischen Erwägungen auf beiden Seiten bei wichtigen Gesetzesvorhaben zu sein. Sein Bedürfnis, seinen Mitbürgern zu dienen, sei zwar ungebrochen, sein Verlangen dies im Kongress zu tun, sei jedoch geschwunden. Bayh führte seine Kritik am Washingtoner Politiksystem ins Grundsätzliche fort. Es wurde vermutet, dass Bayh, der bis dahin die meisten seiner Wahlkämpfe mit über 60 Prozent der Stimmen gewonnen hatte, in diesem Jahr des Aufstiegs der Tea-Party-Bewegung und der Schwierigkeiten für die bundesweit regierenden Demokraten schlechte Chancen für seine Wiederwahl sah. Er wurde dafür kritisiert, in dieser schwierigen Zeit seine Partei im Stich gelassen zu haben, da Bayhs Ankündigung für Schwierigkeiten auch bei anderen politischen Kandidaten im Bundesstaat sorgte (Dominoeffekt) und somit kurz vor der anstehenden Neueinteilung der Wahlkreisgrenzen (englisch „Redistricting“) eine dauerhafte republikanische Dominanz in Indiana begünstigt habe.

## Politischer Lobbyist und Kommentator
Nach seinem Ausscheiden aus dem Senat am 3. Januar 2011 trat Bayh als Partner und strategischer Berater in den Dienst der politikberatenden Großkanzlei McGuire Woods in Washington, D.C. Zudem war Bayh seitdem Lobbyist für die Investment-Firma Apollo Global Management. Kurz darauf begann Bayh als Kommentator für den konservativ ausgerichteten Fernsehsender Fox News zu arbeiten. Diese Karriereentscheidungen wurden vor dem Hintergrund seiner lautstark vorgetragenen Kritik am Politikbetrieb als scheinheilig kritisiert.
Bayh gilt nach wie vor als größter politischer Star seiner Partei im konservativ dominierten Bundesstaat Indiana, weshalb immer wieder über seine Rückkehr in die Politik spekuliert worden ist. Im September 2014 erklärte er, dass er für eine erneute Kandidatur als Gouverneur im Jahr 2016 nicht zur Verfügung stehen werde. Auch sein mögliches Antreten für den US-Senat 2016 wurde öffentlich diskutiert, er gab aber im Juni 2015 an, nicht interessiert zu sein, obwohl er aus seiner Senatorenzeit noch über 10 Millionen US-Dollar an ungenutzten Finanzmitteln für den Wahlkampf verfügte. Im April 2015 erklärte er seine Unterstützung für die Präsidentschaftskandidatur Hillary Clintons und wurde als ihr möglicher Running Mate gehandelt.

## Kandidatur für den US-Senat 2016
Mitte Juli 2016 wurde bekannt, dass Bayh eine Rückkehr in den US-Senat auf seinen früheren Sitz anstrebt. Nachdem Bayh eine Bewerbung für die Wahl im November 2016 im Jahr zuvor abgelehnt hatte, hatte der frühere Kongressabgeordnete Baron Hill die parteiinterne Vorwahl gewonnen; seine Gewinnchancen waren als gering eingeschätzt worden. Hill zog seine Kandidatur am 11. Juli 2016 mit der Begründung zurück, er wolle alles dafür tun, dass das Mandat in demokratische Hand komme. Am 13. Juli gab Bayh bekannt, für diesen Senatssitz, den er bis 2011 innegehabt hatte und den der republikanische Mandatsinhaber Dan Coats verließ, zu kandidieren. Die Partei musste einen Caucus abhalten, um Bayh – oder einen anderen Kandidaten – zu ihrem Bewerber zu bestimmen. Als Vorzüge Bayhs wurden seine Bekanntheit, seine vorhandenen und voraussichtlichen Finanzressourcen und sein Zentrismus in diesem republikanisch geprägten Bundesstaat genannt, während Beobachter auf nationaler Ebene und Republikaner Bayhs zwischenzeitliche Profitorientierung als Lobbyist und seinen Wegzug aus Indiana kritisierten. Linke Beobachter kommentierten Bayhs Rückkehr meist mit Zurückhaltung oder Ablehnung, da die Durchsetzung progressiver Politik mit ihm erschwert werde. Mit seiner Rückkehr ist zugleich die Hoffnung verbunden worden, dass statt der starken Polarisierung im Senat eine Kultur der Zusammenarbeit in der politischen Mitte wiederkehren könne. Die Aussichten der Demokraten verbesserten sich durch die Ankündigung deutlich; der Wahlkampf gegen den Senatskandidaten der Republikaner Todd Young, den bisherigen Abgeordneten des 9. Kongresswahlbezirks Indianas, wurde dadurch als offenes Rennen eingeschätzt, teilweise mit leichten Vorteilen für Bayh. Die erste unabhängige Umfrage im August 2016 sah Bayh mit 48 zu 41 Prozentpunkten in Führung, wobei auch 16 Prozent der Anhänger des republikanischen Präsidentschaftskandidaten Donald Trump ihre Präferenz für Bayh aussprachen, während mehrere von Demokraten in Auftrag gegebene Umfragen Bayh mit großem zweistelligem Prozentabstand in Führung sahen. Nachdem im Wahlkampf Bayhs Lobbyistentätigkeit und seine seltene Anwesenheit in Indiana thematisiert worden war, verlor er seinen Umfragevorsprung. Bei der Wahl unterlag er Young deutlich mit 42,4 zu 52,5 Prozent.

## Politische Positionen
Evan Bayh vertritt zentristische Positionen, die konservativer sind als der Mainstream der demokratischen Partei, insbesondere in fiskal- und außenpolitischen Fragen. So war Bayh einer der wichtigsten Unterstützer des Kabinett George W. Bush, um den Kongress zur Zustimmung zum Irakkrieg zu bringen. Nach einem Bericht der New York Times über die angebliche Fähigkeit des Iran zum Bau einer Atombombe sagte Bayh 2009: „Wir brauchen harte Sanktionen, und wir brauchen sie jetzt.“ Nach dem Abschluss der internationalen Verhandlungen, die zu einem Kompromiss über das iranische Atomprogramm geführt hatten, gründete Bayh im Juli 2015 gemeinsam mit weiteren früheren demokratische Mandatsträgern die Lobbying-Gruppe Citizens for a Nuclear Free Iran des American Israel Public Affairs Committee, die vor allem innerhalb der demokratischen Partei gegen Präsident Obamas Verhandlungsergebnis arbeitet.